# Pseudoentada natalensis
Pseudoentada natalensis là một loài thực vật có hoa trong họ Đậu. Loài này được (Benth.) Guinet miêu tả khoa học đầu tiên năm 1969.